# Одиннадцатая пятилетка
Одиннадцатая пятилетка (1981—1985) — одиннадцатый пятилетний план развития народного хозяйства СССР. Эта пятилетка получила народные названия «Пятилетка похорон» («Пятилетка пышных похорон») и «Гонки на лафетах», поскольку за её период на занимаемых постах последовательно умерло несколько состарившихся советских вождей — трое генеральных секретарей и девять членов политбюро.

## История
XXVI съезд КПСС в 1981 году утвердил «Основные направления развития народного хозяйства СССР на 1981—1985 гг.» (XI пятилетний план).

## Экономические показатели
За рассматриваемое пятилетие темпы роста советской экономики замедлились, при этом топливная промышленность, особенно газовый сектор, превысила показатели пятилетнего плана. Ни в одной из дальневосточных областей Советского Союза цели жилищного плана не были достигнуты.